# 南般若村
南般若村（みなみはんにゃむら）は、かつて富山県東礪波郡にあった村。現在の砺波市東北部の南般若地区にあたる。村名は中世の般若野荘の荘域にあったことから名付けられた。

## 沿革
- 1889年（明治22年）4月1日 - 町村制の施行により、礪波郡秋元村、千保村、千保新村、石丸新村、大窪村及び石丸又新村の区域一部の区域をもって、礪波郡南般若村が発足する。
- 1896年（明治29年）3月29日 - 郡制の施行のため、礪波郡が分割して、東礪波郡が発足により、東礪波郡に所属となる。
- 1954年（昭和29年）1月15日 - 東礪波郡砺波町に編入する。